# Girolamo de Bardi

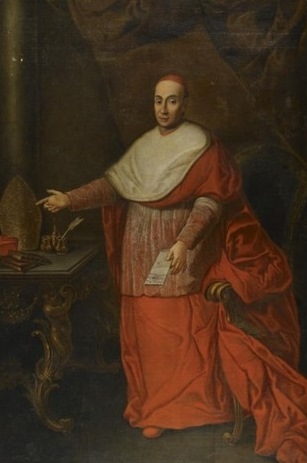
Girolamo Kardinal de Bardi in Cappa magna (Gemälde von Giovanni Domenico Porta, 18. Jh.)

Girolamo de Bardi oder de’ Bardi (* 31. Januar 1685 in Florenz; † 11. März 1761 in Rom) war ein italienischer Kardinal.

## Herkunft und Werdegang
Girolamo de Bardi entstammte dem Haus der toskanischen Grafen von Vernio, eine Stadt in der heutigen Provinz Prato. Geboren wurde er als ältestes der vier Kinder des Flaminio Bardi und der Lucrezia Carnesecchi; seine Geschwister waren Camillo, Orazio und Sestilia. Seine Eltern erwarben für ihn die Mitgliedschaft im Malteserorden und sie schickten ihn zum Studium nach Bologna an die Jesuitenschule S. Francesco Zaverio. An der Universität Pisa wurde er zum Doktor der Rechte promoviert. Durch seine Schwester Sestilia stand er in verwandtschaftlichem Verhältnis zu Papst Clemens XII. (1730–1740).
Danach ging er unter der Patronage von Kardinal Lorenzo Corsini, dem späteren Papst Clemens XI. (1700–1721), nach Rom, wo er 1715 der römischen Prälatur und ab dem 8. August 1715 dem Obersten Gerichtshof der Apostolischen Signatur angehörte. Im April 1717 wurde er zum Gouverneur von Faenza ernannt, dann von 1717 bis 1722 zum Vizelegaten in Ferrara.
Von Papst Innozenz XIII. (1721–1724) wurde er im Mai 1722 wieder nach Rom geholt, wo er Relator der Heiligen Consulta wurde. Vom 29. September 1728 bis 1733 war er am Tribunal der Apostolischen Kammer beschäftigt, ab dem 3. März 1733 Sekretär dortselbst.
Im Konsistorium vom 9. September 1743 wurde er von Papst Benedikt XIV. (1740–1758) zum Kardinal kreiert und in die Klasse der Kardinaldiakone eingereiht. Den roten Kardinalshut erhielt er am 12. September desselben Jahres. Am 23. September erhielt de Bardi die Titeldiakonie Sant’Adriano al Foro. Da Kardinal de Bardi bislang keinerlei geistliche Weihen erhalten hatte, wurden ihm nun in rascher Folge die Minores, der Subdiakonat und am 13. Dezember die Diakonenweihe gespendet. Zwei Tage darauf folgte seine Priesterweihe. Am 28. Mai 1753 optierte er für den Titel des Kardinalpriesters von Santa Maria degli Angeli. Am 12. Januar 1756 wurde er Camerlengo des Kardinalskollegiums bis zum 3. Januar 1757. 1758 nahm er am Konklave teil, das Clemens XIII. (1758–1769) wählte. Allerdings musste de Bardi das Konklave wegen Krankheit am 28. Juni 1758 verlassen. Erst in dem Moment konnte er zurückkehren, als der neue Papst bereits gewählt war, und zwar per adorationem, also als derjenige Kardinal bereits als Papst angesehen wurde, dem von der üblichen Zweidrittelmehrheit der Kardinäle gehuldigt worden war.
Girolamo de Bardi starb am 11. März 1761 in Rom und wurde in der Kirche San Marcello aufgebahrt. Beigesetzt wurde er in seiner Titularkirche Santa Maria degli Angeli in Terme. In seinem Nachlass stellte er 30.000 Scudi für ein Armenhospiz zur Verfügung.